# (10026) Sophiexeon
(10026) Sophiexeon es un asteroide perteneciente al cinturón de asteroides, descubierto el 3 de septiembre de 1980 por Antonín Mrkos desde el Observatorio Kleť, České Budějovice, República Checa.

## Designación y nombre
Designado provisionalmente como 1980 RE1. A partir del 8 de febrero de 2022 pasó a llamarse SophieXeon, en honor a la productora musical SOPHIE. 

## Características orbitales
1980 RE1 está situado a una distancia media del Sol de 2,571 ua, pudiendo alejarse hasta 3,012 ua y acercarse hasta 2,130 ua. Su excentricidad es 0,171 y la inclinación orbital 8,737 grados. Emplea 1505,98 días en completar una órbita alrededor del Sol.
El próximo acercamiento a la órbita terrestre se producirá el 3 de octubre de 2153.

## Características físicas
La magnitud absoluta de 1980 RE1 es 13,8. Tiene 12 km de diámetro y su albedo se estima en 0,039.